# لانا كانترل
لانا كانترل (بالإنجليزية: Lana Cantrell)‏ هي مغنية أسترالية، ولدت في 7 أغسطس 1943 في سيدني في أستراليا.

## وصلات خارجية
- لانا كانترل على موقع IMDb (الإنجليزية)
- لانا كانترل على موقع ميوزك برينز (الإنجليزية)
- لانا كانترل على موقع أول ميوزيك (الإنجليزية)
- لانا كانترل على موقع ديسكوغز (الإنجليزية)